# Gasteruption paternum
Gasteruption paternum is een vliesvleugelig insect uit de familie van de Gasteruptiidae. De wetenschappelijke naam van de soort is voor het eerst geldig gepubliceerd in 1889 door Schletterer.